# Dactylopodella flava
Dactylopodella flava är en kräftdjursart som först beskrevs av Claus 1866. Enligt Catalogue of Life ingår Dactylopodella flava i släktet Dactylopodella och familjen Pseudotachidiidae, men enligt Dyntaxa är tillhörigheten istället släktet Dactylopodella och familjen Thalestridae. Arten är reproducerande i Sverige. Inga underarter finns listade i Catalogue of Life.